# Clarina I. H. Nichols

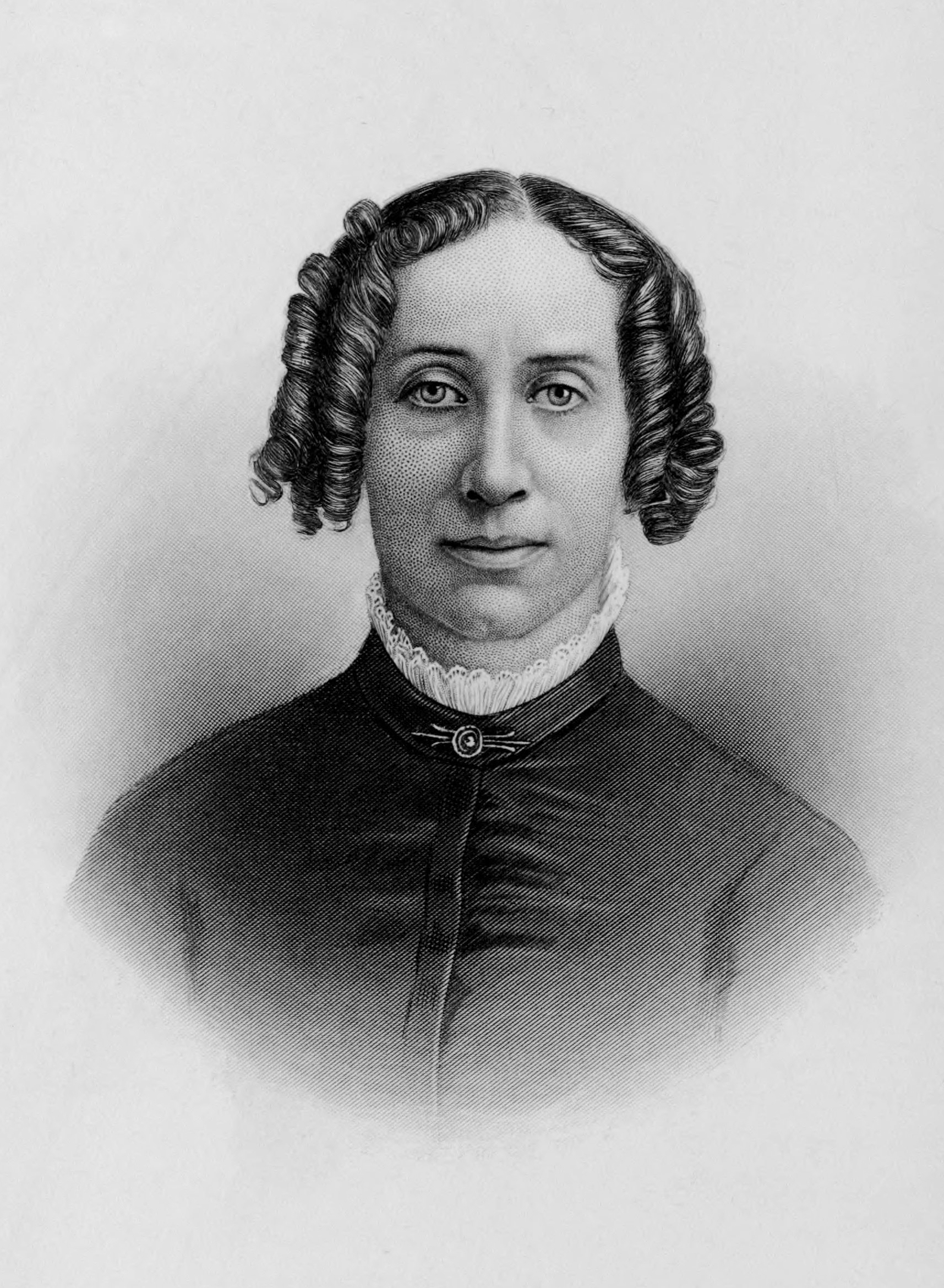
Clarina Irene Howard Nichols

Clarina Irene Howard Nichols, geboren als Clarina Irene Howard (* 25. Januar 1810 in West Townshend, Vermont; † 11. Januar 1885 in Potter Valley, Kalifornien), war eine US-amerikanische Journalistin und Frauenrechtlerin. 

## Leben

### Ausbildung und erste Ehe
Clarina Irene Howard wurde als Tochter von Chapin Howard und Birsha Smith als ältestes von acht Kindern in Townshend, Vermont geboren. Ihr Vater war ein bekannter Geschäftsmann, Landbesitzer und lokaler Politiker. Zudem war er aktives Mitglied der Baptistischen Gemeinde. Sie besuchte die örtlichen öffentlichen Schulen und im Jahr 1828 eine private Schule.
Clarina Howard heiratete im Jahr 1830 Justin Carpenter. Carpenter war Absolvent des Union College in Guilford. Diese Ehe verlief unglücklich. Das Paar zog nach Brockport, New York, wo es mit wenig Erfolg eine Schule, die Brockport Academy, betrieb und eine Zeitung herausgab. Danach zogen die Carpenters nach Lower Manhattan. Carpenter studierte Rechtswissenschaften, doch durch seine Verschwendungssucht verloren sie ihre Mitgift und Carpenters Jähzorn brachte Clarina Howard Carpenter dazu, ihn zu verlassen und mit den gemeinsamen drei Kindern im Jahr 1839 nach Townshend zurückzukehren.

### Frauenrechte
Nach ihrer Rückkehr nach Townshend und der Trennung von ihrem Mann arbeitete sie als Journalistin für den Windham County Democrat in Brattleboro. Sie ließ sich von Carpenter im Februar 1843 scheiden und heiratete im März 1843 den Herausgeber des Blattes George Washington Nichols. Im Jahr 1844 wurde ein Sohn geboren. Anfänglich schrieb sie anonym und engagierte sich zunehmend für die Belange von Frauen. Zu diesen gehörten zunächst Angelegenheiten von Haushalt und das Mitspracherecht bei Schulangelegenheiten, später mit dem Pseudonym Deborah Van Winkle, einer Yankee-Matrone, engagierte sie sich auch zunehmend auf politischer Ebene. Unter ihrem Einfluss entwickelte sich das Blatt literarisch weiter und orientierte sich stärker an einer Vielzahl von Reformvorschlägen.
Sie unterstützte die Anti-Sklaverei-Bewegung und ab 1847 befasste sie sich in einer Serie von Kolumnen mit den Rechten von verheirateten Frauen und dem Mangel an wirtschaftlicher Sicherheit verheirateter Frauen. Nachdem dies bereits in New York Thema gewesen war, griff auch die Legislative von Vermont das Thema auf und änderte die Ehegesetze, so dass verheiratete Frauen begrenzt Kontrolle über ihre Immobilien behalten konnten. Auch in späteren Jahren legte Nichols Wert auf den Schutz von Witwen vor Armut.
Auf der zweiten nationalen Versammlung für Frauenrecht im Oktober 1851 in Worcester hielt Nichols eine viel beachtete Rede. Die Rechte und die Geschichten von Müttern und Witwen in Not wurden ihr Markenzeichen bei der Forderung von Frauenrechten. Als erste Frau sprach sie im Oktober 1852 vor der Vermont General Assembly zum Thema Mitspracherecht von Frauen in Schulangelegenheiten. Dort hatte sie jedoch wenig Erfolg.
Ihre Forderung nach mehr Rechten für verheiratete Frauen, mit ihrer Betonung auf der wirtschaftlichen Versorgung, entsprach nicht komplett den in der Frauenbewegung geltenden Forderungen nach Gleichstellung, dennoch wurde Nichols eine Mitstreiterin der Frauenbewegung und es entstand eine Freundschaft zu Susan B. Anthony, der Nichols in ihrem Buch History of Woman Suffrage Volume IV (1883–1900) ein Kapitel widmete.

### Kansas
Überzeugt, dass sie für ihre Forderungen im eher aufgeschlossenen Westen bessere Möglichkeiten als im konservativen Vermont hatte, zog sie im Jahr 1854 mit zwei Söhnen nach dem Kansas-Nebraska Act auf eine Farm ins Douglas County, Kansas. Ihr Bestreben war es, in den Streit um die Sklaverei einzugreifen und gegen die Sklavenhaltung zu kämpfen. Durch den Kansas-Nebraska Act wurde es der weißen Bevölkerung der Region freigestellt, wie sich die neuen Bundesstaaten hinsichtlich der Frage der Sklavenhaltung aufstellen würden. Da ihr Ehemann in Vermont schwer erkrankte, kehrte sie zurück und blieb bis zu seinem Tode bei ihm. Nach dem Tod ihres Mannes ging sie wieder zurück nach Kansas und zog ins Wyandotte County. Dort wurde sie im Frühling 1857 Autorin im Quindaro Chindowan, einer Zeitung, die sich gegen die Sklaverei richtete. Sie reiste durch das Territorium und hielt Reden für die Rechte der verheirateten Frauen.
Wegen ihrer Erfahrungen in Kansas zur Aufhebung der Sklaverei setzte sie sich nun neben den Forderungen für Frauenrechte auch für die Bewegung des Abolitionismus ein. Sie wurde Anhängerin der Free Soil Party und warb 1856 im Osten als eine der ersten Frauen für die Republikanische Partei. Auf der Wyandotte Constitutional Convention im Jahr 1859 setzte sie sich als eine der Gründermütter des Bundesstaates Kansas für die Rechte der Frauen ein. Als offizielle Vertreterin der Moneka Woman's Rights Association sicherte sie den verheirateten Frauen verfassungsrechtliche Garantien für ihr Eigentum, die Wahrung ihrer Rechte sowie gleiche Rechte in Schulangelegenheiten und das Recht der Frauen, an den Sitzungen der Schulausschüsse teilzunehmen.
Durch den Sezessionskrieg wurden ihre politischen Aktivitäten, genauso wie die Arbeit für Frauenrechtsbewegung, eingeschränkt. Sie zog aus finanziellen Gründen nach Washington, D.C. zu ihrer Tochter und arbeitete im Büro des Generalquartiermeisters. In Washington half sie befreiten Sklaven und wurde Oberin des National Homes for Destitute Colored Women and Children in Georgetown bis zum Jahr 1866. Danach kehrte sie zurück nach Kansas, wo sie weiter für die komplette Gleichstellung der Frauen in einer nicht erfolgreichen Kampagne gemeinsam mit Susan B. Anthony im Jahr 1867 kämpfte.

### Spätes Leben und Tod
Im Jahr 1871 zog sie dann nach Potter Valley, Kalifornien, zu ihrem jüngsten Sohn und der von Wyandot abstammenden Schwiegertochter. Nach dem Tode ihrer Schwiegertochter im Jahr 1873 half sie, die drei Kinder – ihre Enkel – großzuziehen. In Kalifornien veröffentlichte sie auch weiterhin Kolumnen in der Pacific Rural Press of San Francisco zum Thema Frauenrechte bis zu ihrem Tod im Jahr 1885. Zwei Jahre nach ihrem Tod erhielten Frauen in Kansas das Recht, auf Gemeindeebene zu wählen, und im Jahr 1912 gelang es, die Verfassung von Kansas zu ändern und Frauen Gleichstellung bei allen Wahlen zu gewähren.
Clarina Irene Howard Nichols starb am 11. Januar 1885 in Potter Valley, Kalifornien. Ihr Grab befindet sich auf dem Potter Valley Cemetery.